# دائرة الرويبة
دائرة الرويبة إحدى دوائر الجزائر التابعة لولاية الجزائر. وتضم بلديات الرغاية و هراوة والرويبة.

## الساحل البحري
تمتاز هذه الدائرة العاصمية بساحل متوسطي طوله بعض الكيلومترات.
ويطل أو يرتبط ساحل هذه الدائرة بخليج الجزائر ذي الحركية الكبيرة السياحية والتجارية.
كما تحتضن هذه الدائرة العديد من الشواطئ البحرية.

## الشوارع
- شارع فلسطين

## مواضيع ذات صلة
- تاريخ ولاية الجزائر
- دوائر ولاية الجزائر
- بلديات ولاية الجزائر